# Klitsche (Umgangssprache)
Klitsche ist ein umgangssprachliches, abwertend-geringschätziges Wort für ein kleines, dürftiges, ärmliches Anwesen, ein Dorf, einen Bauernhof, einen Betrieb oder eine Fabrik. Daneben existiert auch die Bedeutung ‚Schmierentheater‘.

## Etymologie
Das Wort ist ursprünglich vorwiegend ostdeutsch; im 19. Jahrhundert existiert es im schlesischen und obersächsischen Dialekt in der Bedeutung ‚kleines ärmliches Landgut, altes Häuschen, Lehmhütte‘. Daher könnte es entlehnt sein aus polnisch kleć ‚armseliges Bauwerk, Lehmhaus‘.
Eine andere Erklärung sucht den Ursprung in dem Verb klitschen ‚hell klatschen, kleben‘ (daher auch klitschnass), dann etwa im Sinne von ‚schnell hingeklitscht‘ oder ‚auf lehmigem, klitschigem Boden errichtet‘. klitschen ist seit dem 16. Jahrhundert nachweisbar. Das Grimmsche Wörterbuch (19. Jahrhundert) gibt für Klitsche auch die damit verwandten Bedeutungen ‚Fliegenklatsche‘, ‚Klatschrose‘, ‚Schmitze vorn an der Peitschenschnur‘.